# 石鑒 (西晉)
石鉴（200年代？—294年），字林伯，西晋乐陵郡厌次县（今山东阳信东南）人。石陋、石尠之父，石定之祖父。

## 生平
石鉴出身寒门，曹魏时历任尚书郎、侍御史、尚书左丞、御史中丞，为人刚正，不避权贵，勇于纠劾罪人，朝廷官员很害怕他。出任并州刺史、假节、护匈奴中郎将。

### 征討功勳
司马炎称帝，建立西晋，封堂阳子。入朝为司隶校尉，转任尚书；期間很看好從事苟晞。秦州、凉州战事频仍，鲜卑族秃发树机能屡次侵扰陇右（今甘肃陇山六盘山以西、黄河以东一带），对晋朝构成威胁。
泰始六年（270年）六月，诏命石鉴都督陇右诸军事，因杜預揭發他为论功虚伪免官。起为镇南将军、豫州刺史，因为讨伐孙吴虚张首级，晋武帝下诏让他回归田里。后来复职为司隶校尉，加特进。太康三年（282年），转任右光禄大夫、开府、领司徒。之前三公的册拜，都设小会，来尊崇宰辅，曹魏后期已经不再施行。到石鉴的时候，重新开始，成为制度。太康十年（289年），担任司空，领太子太傅。

### 惠帝時期
晋武帝死后，石鉴和中护军张劭主持安葬山陵，事后封昌安县侯。晋惠帝登基後，石鉴为太尉。受杨骏令领兵讨伐汝南王司马亮，他据兵不动，暗中与司马亮相通。
元康四年正月朔（294年2月12日）卒，谥元。

## 家庭

### 子女
（次序未知）
- 石陋，字处贱，袭爵
- 次子石尠（约245年 - 307年10月24日），字处约。西晋城阳侯。曾在秦王司马柬府中任长史，因功进爵城阳侯。曾任荥阳太守、御史中丞、大司农等职。司马伦篡位时，贬为员外散骑常侍，晋惠帝复位，拜廷尉卿，历任征虏将军、幽州刺史。永嘉元年九月五日（307年10月17日）汲桑进犯，石尠亲自率领乡亲抵御。七日后，于乐陵被汲桑杀害，时年六十二岁，谥曰简。据记载有两位夫人，一为广平临水刘氏、二为诸葛冲之女。有嫡子石定、儿子石迈和石恭以及女儿石某。

### 孙
（次序未知）
- 石定（约279年 - 307年10月24日），字庶公，第三孙，石尠长子。与父亲石尠和弟弟石迈俱死于汲桑之乱。妻刘氏，字贵华，刘邠子太常卿刘宏之女。此外，据《荀岳墓志》记载，石定还娶了中书侍郎荀岳长女荀柔（字徽音）
- 石迈（？ - 307年10月24日），石定弟，石尠小儿子。
- 石恭（？ - ？），石尠庶子，袭父亲爵。
- 石某（？ - ？），字令修，石尠女，嫁江安侯颍川陈世范。